# Liste des films nommés aux cinq Oscars majeurs
Cette liste présente les films nommés aux cinq Oscars majeurs. En Amérique, la performance est nommée Big Five.

## Introduction
Depuis 1929, l'Academy of Motion Picture Arts and Sciences récompense le cinéma américain et mondial avec les Oscars. Les cinq Oscars ne sont pas considérés officiellement comme majeurs (bien que ces récompenses sont très souvent décernées à la fin de la cérémonie) mais englobent une grande partie du film, le reste étant des récompenses techniques ou d'interprétation. Les Oscars majeurs sont les catégories :
- Meilleur film, dont les récipiendaires sont les producteurs du film (dans un premier temps, il était décerné au studio)
- Meilleur réalisateur
- Meilleur acteur
- Meilleure actrice
- Meilleur scénario, qu'il soit original (écrit pour l'écran) ou issu d'une adaptation.

En 34 cérémonies, 43 films furent nommés dans les cinq catégories phares. Trois ont raflé les cinq statuettes.

## Liste
- L'année indiquée est celle de la cérémonie. Le film est sorti en Amérique l'année précédente.
- Les nominations et récompenses totales concernent toutes les nominations, mêmes si elles ne font pas partie des Oscars majeurs.
- L'Oscar du meilleur film va aux producteurs. Ces derniers sont indiqués dans la colonne du Film. 
  - Jusqu'en 1951, c'était la société de production qui était consacrée.
- Dans les scénaristes :
  - (A) : nommé à l'Oscar du meilleur scénario adapté
  - (O) : nommé à l'Oscar du meilleur scénario original

| Année | Nominations / Récompenses | Film Studio / Producteur(s)                                                                       | Réalisateur        | Acteur             | Actrice              | Scénariste(s)                                                          |
| ----- | ------------------------- | ------------------------------------------------------------------------------------------------- | ------------------ | ------------------ | -------------------- | ---------------------------------------------------------------------- |
| 1931  | 3/7                       | La Ruée vers l'Ouest (Cimarron) RKO Radio Pictures                                                | Wesley Ruggles     | Richard Dix        | Irene Dunne          | Howard Estabrook (A)                                                   |
| 1935  | 5/5                       | New York-Miami (It Happened One Night) Columbia Pictures                                          | Frank Capra        | Clark Gable        | Claudette Colbert    | Robert Riskin (A)                                                      |
| 1938  | 1/7                       | Une étoile est née (A Star is Born) Selznick International Pictures                               | William A. Wellman | Fredric March      | Janet Gaynor         | William A. Wellman, Robert Carson, Dorothy Parker et Alan Campbell (O) |
| 1940  | 1/7                       | Au revoir Mr. Chips (Goodbye, Mr. Chips) Metro-Goldwyn-Mayer                                      | Sam Wood           | Robert Donat       | Greer Garson         | R. C. Sherriff, Claudine West et Eric Maschwitz (A)                    |
| 1940  | 8/13                      | Autant en emporte le vent (Gone with the Wind) Selznick International Pictures                    | Victor Fleming     | Clark Gable        | Vivien Leigh         | Sidney Howard (A)                                                      |
| 1941  | 2/6                       | Indiscrétions (The Philadephia Story) Metro-Goldwyn-Mayer                                         | George Cukor       | James Stewart      | Katharine Hepburn    | Donald Ogden Stewart (A)                                               |
| 1941  | 2/11                      | Rebecca Selznick International Pictures                                                           | Alfred Hitchcock   | Laurence Olivier   | Joan Fontaine        | Robert E. Sherwood et Joan Harrison (A)                                |
| 1943  | 6/12                      | Madame Miniver (Mrs. Miniver) Metro-Goldwyn-Mayer                                                 | William Wyler      | Walter Pidgeon     | Greer Garson         | George Froeschel, James Hilton, Claudine West et Arthur Wimperis (A)   |
| 1948  | 3/8                       | Le Mur invisible (Gentleman's Agreement) 20th Century-Fox                                         | Elia Kazan         | Gregory Peck       | Dorothy McGuire      | Moss Hart (A)                                                          |
| 1949  | 1/12                      | Johnny Belinda Warner Bros.                                                                       | Jean Negulesco     | Lew Ayres          | Jane Wyman           | Irma von Cube et Allen Vincent (A)                                     |
| 1951  | 3/11                      | Boulevard du crépuscule (Sunset Blvd.) Paramount                                                  | Billy Wilder       | William Holden     | Gloria Swanson       | Charles Brackett, Billy Wilder et D.M. Marshman Jr. (O)                |
| 1952  | 4/12                      | Un tramway nommé désir (A Streetcar Named Desire) Charles K. Feldman                              | Elia Kazan         | Marlon Brando      | Vivien Leigh         | Tennessee Williams (A)                                                 |
| 1952  | 6/9                       | Une place au soleil (A Place in the Sun) George Stevens                                           | George Stevens     | Montgomery Clift   | Shelley Winters      | Harry Brown et Michael Wilson (A)                                      |
| 1954  | 8/13                      | Tant qu'il y aura des hommes (From Here to Eternity) Buddy Adler                                  | Fred Zinnemann     | Montgomery Clift   | Deborah Kerr         | Daniel Taradash (A)                                                    |
| 1954  | 8/13                      | Tant qu'il y aura des hommes (From Here to Eternity) Buddy Adler                                  | Fred Zinnemann     | Burt Lancaster     | Deborah Kerr         | Daniel Taradash (A)                                                    |
| 1955  | 2/7                       | Une fille de la province (The Country Girl) William Perlberg                                      | George Seaton      | Bing Crosby        | Grace Kelly          | George Seaton (A)                                                      |
| 1959  | 0/6                       | La Chatte sur un toit brûlant (Cat on a Hot Tin Roof) Lawrence Weingarten                         | Richard Brooks     | Paul Newman        | Elizabeth Taylor     | Richard Brooks et James Poe (A)                                        |
| 1960  | 2/6                       | Les Chemins de la haute ville (Room at the Top) John Woolf et James Woolf                         | Jack Clayton       | Laurence Harvey    | Simone Signoret      | Neil Paterson (A)                                                      |
| 1961  | 5/10                      | La Garçonnière (The Apartment) Billy Wilder                                                       | Billy Wilder       | Jack Lemmon        | Shirley MacLaine     | Billy Wilder et I. A. L. Diamond (O)                                   |
| 1962  | 2/9                       | L'Arnaqueur (The Hustler) Robert Rossen                                                           | Robert Rossen      | Paul Newman        | Piper Laurie         | Sidney Carroll et Robert Rossen (A)                                    |
| 1967  | 5/13                      | Qui a peur de Virginia Woolf ? (Who's Afraid of Virginia Woolf?) Ernest Lehman                    | Mike Nichols       | Richard Burton     | Elizabeth Taylor     | Ernest Lehman (A)                                                      |
| 1968  | 2/10                      | Bonnie et Clyde (Bonnie and Clyde) Warren Beatty                                                  | Arthur Penn        | Warren Beatty      | Faye Dunaway         | David Newman et Robert Benton (O)                                      |
| 1968  | 2/10                      | Devine qui vient dîner ? (Guess Who's Coming to Dinner) Stanley Kramer                            | Stanley Kramer     | Spencer Tracy      | Katharine Hepburn    | William Rose (O)                                                       |
| 1968  | 1/7                       | Le Lauréat (The Graduate) Lawrence Turman                                                         | Mike Nichols       | Dustin Hoffman     | Anne Bancroft        | Calder Willingham et Buck Henry (A)                                    |
| 1969  | 3/7                       | Le Lion en hiver (The Lion in Winter) Martin Poll                                                 | Anthony Harvey     | Peter O'Toole      | Katharine Hepburn    | James Goldman (A)                                                      |
| 1971  | 1/7                       | Love Story Howard G. Minsky                                                                       | Arthur Hiller      | Ryan O'Neal        | Ali MacGraw          | Erich Segal (A)                                                        |
| 1975  | 1/11                      | Chinatown Robert Evans                                                                            | Roman Polanski     | Jack Nicholson     | Faye Dunaway         | Robert Towne (O)                                                       |
| 1975  | 0/6                       | Lenny Marvin Worth                                                                                | Bob Fosse          | Dustin Hoffman     | Valerie Perrine      | Julian Barry (A)                                                       |
| 1976  | 5/9                       | Vol au-dessus d'un nid de coucou (One Flew over the Cuckoo's Nest) Saul Zaentz et Michael Douglas | Miloš Forman       | Jack Nicholson     | Louise Fletcher      | Lawrence Hauben et Bo Goldman (A)                                      |
| 1977  | 4/10                      | Network Howard Gottfried                                                                          | Sidney Lumet       | Peter Finch        | Faye Dunaway         | Paddy Chayefsky (O)                                                    |
| 1977  | 4/10                      | Network Howard Gottfried                                                                          | Sidney Lumet       | William Holden     | Faye Dunaway         | Paddy Chayefsky (O)                                                    |
| 1977  | 3/10                      | Rocky Irwin Winkler et Robert Chartoff                                                            | John G. Avildsen   | Sylvester Stallone | Talia Shire          | Sylvester Stallone (O)                                                 |
| 1978  | 4/5                       | Annie Hall Charles H. Joffe                                                                       | Woody Allen        | Woody Allen        | Diane Keaton         | Woody Allen et Marshall Brickman (O)                                   |
| 1979  | 3/8                       | Le Retour (Coming Home) Jerome Hellman                                                            | Hal Ashby          | Jon Voight         | Jane Fonda           | Robert C. Jones, Waldo Salt et Nancy Dowd (O)                          |
| 1982  | 0/5                       | Atlantic City Denis Héroux et John Kemeny                                                         | Louis Malle        | Burt Lancaster     | Susan Sarandon       | John Guare (O)                                                         |
| 1982  | 3/10                      | La Maison du lac (On Golden Pond) Bruce Gilbert                                                   | Mark Rydell        | Henry Fonda        | Katharine Hepburn    | Ernest Thompson (A)                                                    |
| 1982  | 3/12                      | Reds Warren Beatty                                                                                | Warren Beatty      | Warren Beatty      | Diane Keaton         | Warren Beatty et Trevor Griffiths (O)                                  |
| 1992  | 5/7                       | Le Silence des agneaux (The Silence of the Lambs) Edward Saxon, Kenneth Utt et Ron Bozman         | Jonathan Demme     | Anthony Hopkins    | Jodie Foster         | Ted Tally (A)                                                          |
| 1994  | 0/8                       | Les Vestiges du jour (The Remains of the Day) Mike Nichols, John Calley et Ismail Merchant        | James Ivory        | Anthony Hopkins    | Emma Thompson        | Ruth Prawer Jhabvala (A)                                               |
| 1997  | 9/12                      | Le Patient anglais (The English Patient) Saul Zaentz                                              | Anthony Minghella  | Ralph Fiennes      | Kristin Scott Thomas | Anthony Minghella (A)                                                  |
| 2000  | 5/8                       | American Beauty Bruce Cohen et Dan Jinks                                                          | Sam Mendes         | Kevin Spacey       | Annette Bening       | Alan Ball (O)                                                          |
| 2005  | 4/7                       | Million Dollar Baby Clint Eastwood, Albert S. Ruddy et Tom Rosenberg                              | Clint Eastwood     | Clint Eastwood     | Hilary Swank         | Paul Haggis (A)                                                        |
| 2013  | 1/8                       | Happiness Therapy (Silver Linings Playbook) Donna Gigliotti, Bruce Cohen et Jonathan Gordon       | David O. Russell   | Bradley Cooper     | Jennifer Lawrence    | David O. Russell (A)                                                   |
| 2014  | 0/10                      | American Bluff (American Hustle) Charles Roven, Richard Suckle, Megan Ellison et Jonathan Gordon  | David O. Russell   | Christian Bale     | Amy Adams            | Eric Warren Singer et David O. Russell (O)                             |
| 2017  | 6/14                      | La La Land Fred Berger, Jordan Horowitz et Marc Platt                                             | Damien Chazelle    | Ryan Gosling       | Emma Stone           | Damien Chazelle (O)                                                    |

## Synthèse
| Nombre d'Oscars obtenus | 0 Oscar | 1 Oscar | 2 Oscars | 3 Oscars | 4 Oscars                                                                    | 5 Oscars                                                                     |
| ----------------------- | --- | --- | --- | --- | --------------------------------------------------------------------------- | ---------------------------------------------------------------------------- |
| Films récompensés       | - La Chatte sur un toit brûlant - L'Arnaqueur - Bonnie et Clyde - Love Story - Lenny - Atlantic City - Les Vestiges du jour - American Bluff | - Une étoile est née - Au revoir Mr. Chips - Rebecca - Johnny Belinda - Boulevard du crépuscule - Un tramway nommé Désir - Qui a peur de Virginia Woolf ? - Le Lauréat - Chinatown - Reds - Happiness Therapy | - La Ruée vers l'Ouest - Indiscrétions - Le Mur invisible - Une place au soleil - Une fille de la province - Les Chemins de la haute ville - Devine qui vient dîner... - Le Lion en hiver - Rocky - Le Patient anglais - La La Land | - Tant qu'il y aura des hommes - La Garçonnière - Network - Le Retour - La Maison du lac - Million Dollar Baby | - Autant en emporte le vent - Madame Miniver - Annie Hall - American Beauty | - New York-Miami - Vol au-dessus d'un nid de coucou - Le Silence des agneaux |

## Liens annexes
- Oscars du cinéma
- Academy of Motion Picture Arts and Sciences
- Liste des films nommés aux cinq César majeurs